# 市辦無線
市辦無線（Municipal Wireless，亦可翻譯為市政無線網路、無線網路城市等）是指涵蓋城市市區的無線網路，為市民、企業、校園和社區、外來遊客或外籍商務人士，提供無線寬頻網路存取、市政相關服務以及行動商務等應用服務平台。
目前世界各主要城市包括美國費城、紐約、洛杉磯、台北、舊金山及英國倫敦等地均開始城市無線寬頻網路之建置，其中費城的「無線費城」計畫（Wireless Philadelphia）可望於2006年完成全市無線網路的建置，被視為指標性的市辦無線計畫。台灣包括台北市、新北市、高雄市等地也立刻著手無線網路的城市建設，其中台北市目前正在建設的「無線網路新都」，在2005年底完成第二階段的建置後，已於2006年1月1日開台，預計將於2006年年中完成全台北市的無線寬頻網路建設，號稱為全世界第一個完成的無線網路城市，將會大幅提升台北市無線寬頻服務（Broadband WLAN）的應用。
從2008年起，隨著香港特區政府的香港政府WiFi通（GovWiFi）計劃正式啟動，香港也開始在區內某些公眾地方提供免費的無線上網服務。

## 外部連結
- MuniWireless.com，報導全球（主要是美國）市辦無線與寬頻計劃進展
- 「香港政府WiFi通」計劃概要 （页面存档备份，存于）